# Domingo Cisma
Domingo Cisma González est un ancien footballeur espagnol né le 9 février 1982 à Séville, qui évoluait au poste d'arrière gauche.

## Palmarès
- Coupe d'Espagne :
  - Vainqueur : 2013